# Rovné (Banská Bystrica)
|  | Per a altres significats, vegeu «Rovné». |

Rovné és un poble i municipi d'Eslovàquia. Es troba a la regió de Banská Bystrica.

## Història
La primera menció escrita de la vila es remunta al 1413.

## Demografia
| Godina             | 1994 | 2004    | 2014    | 2024    |
| ------------------ | ---- | ------- | ------- | ------- |
| Nombre de persones | 189  | 165     | 131     | 106     |
| Diferència         |      | −12,69% | −20,60% | −19,08% |

| Godina             | 2023 | 2024   |
| ------------------ | ---- | ------ |
| Nombre de persones | 107  | 106    |
| Diferència         |      | −0,93% |